# 橘ひかり
橘 ひかり（たちばな ひかり、1973年9月18日 - ）は、日本の女性声優。アーツビジョン所属。大阪府出身。本名は千葉 光（ちば ひかり）、旧芸名は加藤 光（かとう ひかり）。

## 人物
当初は宝塚歌劇団の女優を志望していたが、テレビで声優と言う存在を知って以降は声優を志望し、大平透声優ゼミナール、専門学校東京アナウンス学院、日本ナレーション演技研究所を経てアーツビジョンに所属。
3人兄妹の末っ子で、兄が2人いる。声優を志した時に、最初に相談したのは兄だったと語っている。
『ときめきメモリアル2』の白雪美帆・真帆役は、最初のオーディションが行われた時には参加していなかった。この時には担当声優は決まらず、2度目のオーディションで受けた橘が選ばれた。美帆は占いやグッズ集めが好きという設定だが、橘自身が占いやグッズ集めが好きであることや、先にオーディションに受かっていた田村ゆかりから「占いが好きなキャラでひかりさんにピッタリ」と言われたことなどから、自信を持ってオーディションを受けられたとのこと。
2001年（平成13年）9月より、『おかあさんといっしょ』にて当時放送されていた人形劇『ぐ〜チョコランタン』のスプー役を担当。2009年（平成21年）3月の『ぐ〜チョコランタン』放送終了後も、翌4月から2010年（平成22年）3月まで『BSおかあさんといっしょ スプーとあそぼ』で引き続きスプー役を務めており、番組終了後のファミリーコンサートや『ワンワンパッコロ!キャラともワールド』などのゲスト出演でもスプー役を担当している。なお、『おかあさんといっしょ』内では他に2005年4月から2009年3月まで、日替わりコーナー『まねっこピーナッツ』に登場するキャラクター、ピーナッツの声も担当した。
方言は大阪弁。趣味・特技はタロット占い、犬、化粧品、インド舞踊。

## 出演
太字はメインキャラクター。

### テレビアニメ
1997年
- 吸血姫美夕
- 深海伝説MEREMANOID（子供達）
- HARELUYA II BØY（小学生たち）

1998年
- サイレントメビウス（喫茶店の店員）
- SHADOW SKILL -影技-（女の子）
- 超魔神英雄伝ワタル（キャンペーンガール）
- DTエイトロン（エドリー）
- 同級生2（鳴沢唯）
- Bビーダマン爆外伝（おんなのこボン）
- ヨシモトムチッ子物語（コノハチョウミホ）

1999年
- イソップワールド（ライオン王女）
- 魔術士オーフェン（女の子A）
- 魔術士オーフェン Revenge（女の子）

2002年
- 犬夜叉（侍女）

### OVA
- 同級生2（1996年、鳴沢唯）
- ハイスクール・オーラバスター（1999年、神原亜衣）

### ゲーム
1996年
- ストリートファイターEX（ブレア・デイム）
- ファイアーウーマン纏組（此花穂乃果）
- ブルーブレイカー 〜剣よりも微笑みを〜（アーシャ）

1997年
- グランディア（リーン、プーイ）
- Cat the Ripper 13人目の探偵士
- 続 初恋物語 〜修学旅行〜（高瀬菜穂）
- 電脳天使 〜デジタルアンジュ〜（エインデベル・デネボーラ・レグルス）※セガサターン版
- 麻雀学園祭（榊まゆ）

1998年
- アナザー・メモリーズ（クレア・エヴァンズ）
- ツアーパーティー 卒業旅行にいこう（阿賀野奈緒）
- ファーランドサーガ（カリン）
- ファーランドサーガ 時の道標（カリン）
- ファイティングレイヤー（ブレア・デイム）
- ブルーブレイカーバースト 〜微笑みを貴方と〜（アーシャ）
- 星の丘学園物語 学園祭（内田真子）
- ゆうわくオフィス恋愛課（阿賀野奈緒）

1999年
- ときめきメモリアル2（白雪美帆、白雪真帆）
- パワーストーン（あやめ）
- ペルソナ2 罪（イシュキック〈星あかり〉）
- Little Lovers SHE SO GAME（中村弘子、校内アナウンス他、女子陸上部員C）

2000年
- 高機動幻想ガンパレード・マーチ（加藤祭）
- サモンナイト（カイナ、アルバ〈子供時代〉）
- パワーストーン2（あやめ、メル）

2001年
- ときめきメモリアル2 対戦ぱずるだま（白雪美帆、白雪真帆）
- サモンナイト2（カイナ）
- ブルーブレイカーバースト 〜笑顔の明日に〜（アーシャ）

2002年
- ゼルダの伝説 風のタクト（テトラ）
- ラ・ピュセル 光の聖女伝説（アルエット）

2003年
- オペレーターズサイド（さやか）
- ゼルダの伝説 神々のトライフォース&4つの剣（ゼルダ姫）
- マールじゃん!!（アルエット）

2004年
- ゼルダの伝説 ふしぎのぼうし（ゼルダ姫）
- ゼルダの伝説 4つの剣+（ゼルダ姫〈ハイラルアドベンチャー〉、テトラ〈ナビトラッカーズ〉）

2006年
- パワーストーンポータブル（あやめ）

2007年
- ゼルダの伝説 夢幻の砂時計（テトラ）

2009年
- ラ・ピュセル†ラグナロック（アルエット）

2013年
- ゼルダの伝説 風のタクトHD（テトラ）

2016年
- ゼルダ無双 ハイラルオールスターズ（テトラ、トゥーンゼルダ）※トゥーンゼルダはライブラリ出演

### ドラマCD
1994年
- ハイスクール・オーラバスター シリーズ（神原亜衣）

1996年
- 少年濡れやすく恋成りがたし 2（雪沢沙絵子）

1997年
- 同級生 恋愛専科2（鳴沢唯、トークコーナー「天上天下“唯”が独尊」）
- ブルーブレイカー 〜剣よりも微笑みを〜（アーシャ）

1998年
- 刻の大地（リサ）

2000年
- 少年進化論plus（女子生徒）
- ときめきメモリアル2 シリーズ（白雪美帆、白雪真帆、天竜由香、森泉彩、栗捨乱歩）

2001年
- 高機動幻想ガンパレード・マーチ シリーズ（加藤祭）
- 「sense off 〜a sacred story in the wind〜」オリジナルサウンドトラック&パーフェクトドラマ（三條美凪）

2002年
- ラ・ピュセル 光の聖女伝説（アルエット）

### 吹き替え
- パーフェクトファミリー（ブルック）
- 25年目のキス（トレイシー）

### 特撮
1997年
- ビーロボカブタック（テントリーナの声）
- ビーロボカブタック クリスマス大決戦!!（テントリーナ）

2000年
- 未来戦隊タイムレンジャー（ルージェの声）

### イベント
- ときめきメモリアルスーパーライブ2（2003年）
- ときめきメモリアルスーパーライブ フォーエバー カウントダウン2006（2005年）

### その他のテレビ番組
- 声♥遊倶楽部（1995年 - 1996年）Piパーズ
- おかあさんといっしょ
  - ぐ〜チョコランタン（2001年9月 - 2009年3月） - スプー（2代目）
  - 日替わりコーナー『まねっこピーナッツ』（2005年4月 - 2009年3月） - ピーナッツ
- BSおかあさんといっしょ→BSおかあさんといっしょ スプーとあそぼ（2002年4月 - 2010年3月） - スプー

### その他コンテンツ
- ときめきファクトリー ときめきメモリアル2 (Win) （白雪美帆・真帆）
- 2005年日本国際博覧会（略称「愛知万博」）三菱未来館@earthもしも月がなかったら（wakamaru）
- プラネタリウム番組 ほしのくにでみつけた たからもの（キキ、ナレーション）
- プラネタリウム番組 金色の月を盗め！（リンちゃん）

## ディスコグラフィ

### 歌手参加楽曲
| 発売日   | 商品名                                         | 歌       | 楽曲            | 備考                                                    |
| 1997年   | 1997年                                         | 1997年   | 1997年          | 1997年                                                  |
| -------- | ---------------------------------------------- | -------- | --------------- | ------------------------------------------------------- |
| 11月21日 | ブルーブレイカー ～剣よりも微笑みを～ ドラマCD | 橘ひかり | 「笑顔の約束」  | ゲーム『ブルーブレイカー_〜剣よりも微笑みを〜』テーマ曲 |
| 2000年   |                                                |          |                 |                                                         |
| 7月21日  | エルフ アニメーションソング・ファイル          | 橘ひかり | 「色づく頃に…」 | テレビアニメ『同級生2』オープニングテーマ               |

### キャラクターソング
| 発売日   | 商品名                                                     | 歌                                                                     | 楽曲                                             | 備考                                     |
| 1998年   | 1998年                                                     | 1998年                                                                 | 1998年                                           | 1998年                                   |
| -------- | ---------------------------------------------------------- | ---------------------------------------------------------------------- | ------------------------------------------------ | ---------------------------------------- |
| 11月27日 | 星の丘学園物語 学園祭 スペシャルボーカルアルバム           | 内田真子（橘ひかり）                                                   | 「βエンドルフィンなレシピはいかが?」             | ゲーム『星の丘学園物語 学園祭』関連曲    |
| 12月23日 | 初恋物語/続初恋物語 ORIGINAL SOUNDTRACK & VOICE COLLECTION | 高瀬菜穂（橘ひかり）                                                   | 「Lilacの告白」                                  | ゲーム『続 初恋物語 〜修学旅行〜』関連曲 |
| 1999年   |                                                            |                                                                        |                                                  |                                          |
| 12月23日 | ときめきメモリアル2 ボーカルトラックス                     | 白雪美帆（橘ひかり）                                                   | 「大好きな人」                                   | ゲーム『ときめきメモリアル2』関連曲      |
| 2000年   |                                                            |                                                                        |                                                  |                                          |
| 5月10日  | ときめきメモリアル2 ボーカルトラックス2                    | 白雪真帆（橘ひかり）                                                   | 「LOOK AT ME!」                                  | ゲーム『ときめきメモリアル2』関連曲      |
| 10月4日  | ときめきメモリアル2 Blooming Stories3 白雪美帆&真帆        | 白雪真帆（橘ひかり）                                                   | 「わかってよ」                                   | ゲーム『ときめきメモリアル2』関連曲      |
| 10月4日  | ときめきメモリアル2 Blooming Stories3 白雪美帆&真帆        | 白雪美帆（橘ひかり）                                                   | 「My Little Blossom 〜Miho's Serenade〜」        | ゲーム『ときめきメモリアル2』関連曲      |
| 10月4日  | ときめきメモリアル2 Blooming Stories3 白雪美帆&真帆        | 白雪美帆&真帆（橘ひかり）                                              | 「Garden 〜Miho and Maho's Love Song〜」         | ゲーム『ときめきメモリアル2』関連曲      |
| 2001年   |                                                            |                                                                        |                                                  |                                          |
| 3月21日  | ときめきメモリアル2 ボーカルトラックス3                    | 白雪真帆（橘ひかり）                                                   | 「2nd FACE 〜ほんとうのわたし〜」                | ゲーム『ときめきメモリアル2』関連曲      |
| 3月21日  | ときめきメモリアル2 ボーカルトラックス3                    | 八重花桜梨（村井かずさ）、白雪美帆（橘ひかり）、佐倉楓子（前田千亜紀） | 「あなたと会えた時から」                         | ゲーム『ときめきメモリアル2』関連曲      |
| 8月29日  | ときめきメモリアル2 ボーカルトラックス4                    | 白雪美帆（橘ひかり）                                                   | 「てのひらの未来」                               | ゲーム『ときめきメモリアル2』関連曲      |
| 2002年   |                                                            |                                                                        |                                                  |                                          |
| 5月22日  | ときめきメモリアル2 ボーカルトラックス5                    | 白雪美帆（橘ひかり）                                                   | 「世界でいちばんささやかな奇跡〜Miracle Love〜」 | ゲーム『ときめきメモリアル2』関連曲      |
| 5月22日  | ときめきメモリアル2 ボーカルトラックス5                    | Hibikino Happy Bells                                                   | 「Ringings go on forever」                       | ゲーム『ときめきメモリアル2』関連曲      |